# Chelesbān
Chelesbān (persiska: چلسبان, چَلَسبان, چَلِسبان) är en ort i Iran.   Den ligger i provinsen Markazi, i den nordvästra delen av landet, 150 km väster om huvudstaden Teheran. Chelesbān ligger 2 126 meter över havet och antalet invånare är 557.
Terrängen runt Chelesbān är kuperad.Runt Chelesbān är det ganska glesbefolkat, med 27 invånare per kvadratkilometer. Närmaste större samhälle är Kabūd Kamar, 15,8 km nordost om Chelesbān. Trakten runt Chelesbān består i huvudsak av gräsmarker.